# Yogasutra

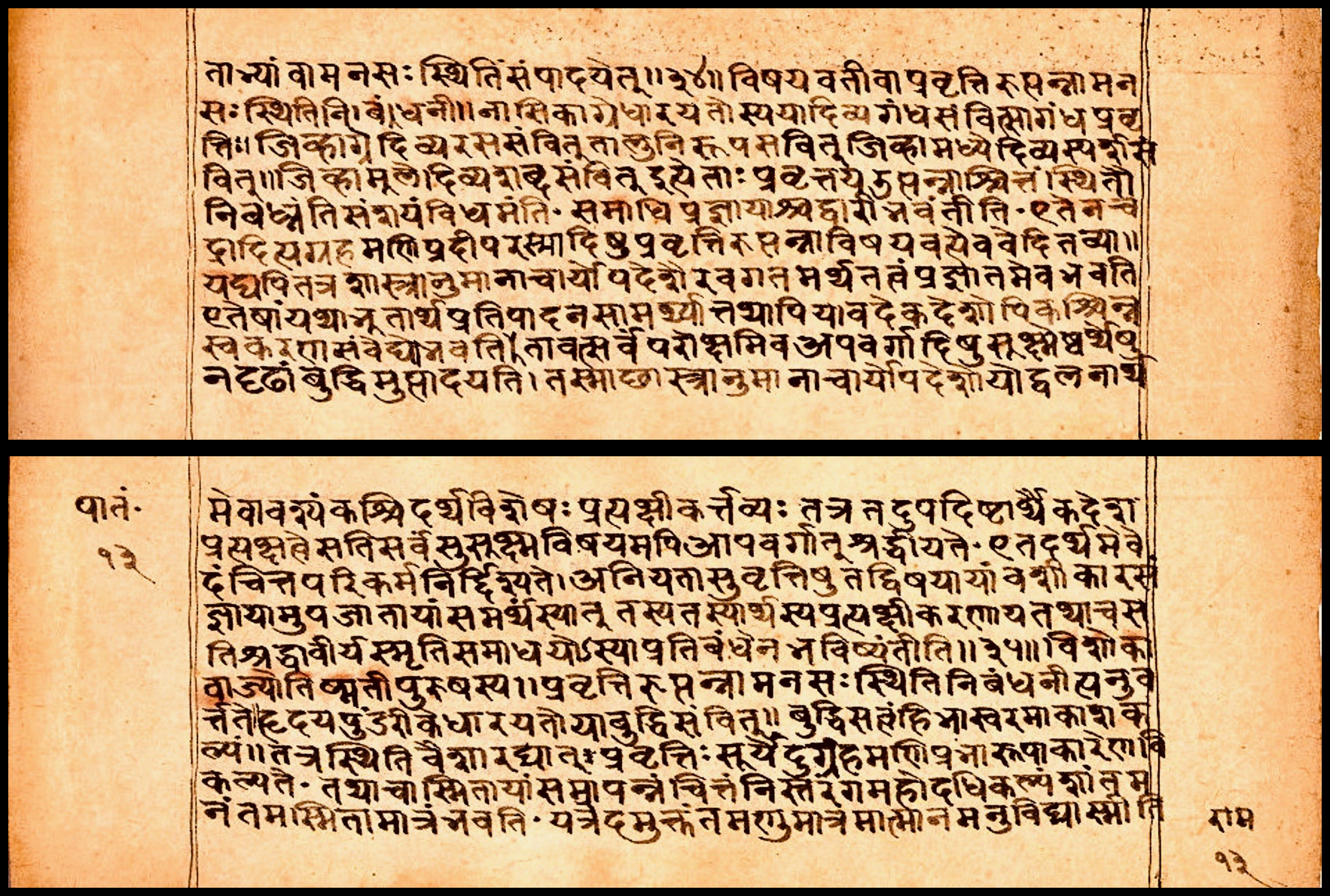
Sanskrit-Text vom Yogasutra

Das Yogasutra  (Sanskrit: योगसूत्र yogasūtra n. „Yogaleitfaden“) ist ein zentraler Ursprungstext des Yoga. Es wurde von Patañjali verfasst. Yoga ist eine der sechs indischen orthodoxen Philosophien (Shaddarshana). Wörtlich übersetzt bedeutet Sutra „Faden“. Das Yogasutra ist also gewissermaßen ein Leitfaden für Yoga, der anders als die Bhagavadgita keine Rahmenhandlung besitzt und auch nicht gesungen wurde. Das Yogasutra besteht aus 195 Sanskrit-Versen in vier Kapiteln, in denen in hochkonzentrierter Form die Essenz des Yogaweges gebündelt ist. Es ist eine der ältesten Überlieferungen der Yogatradition.

## Inhalt der Sutren

### Allgemein
Die Verse sind sehr knapp gehalten, so dass für die Interpretation ein großer Spielraum entsteht, was in den vielen Kommentaren und Übersetzungen deutlich zum Ausdruck kommt. Der Autor fasst im Yogasutra das Wissen des Raja Yoga zusammen, wobei  er sich eng an das System vom Samkhya anlehnt, aber auch Gedankengut aus verschiedenen Traditionen übernimmt. Patañjali gilt daher nicht als Begründer des Yoga, sehr wohl aber als erster, der den Yoga in einem Text als Ganzem systematisch zusammengefasst hat.

### Die acht Glieder des Yoga
Im Yogasutra wird Yoga als achtgliedriger Weg dargestellt, weswegen diese Form auch Ashtanga Yoga „achtgliedriger Yoga“ (aṣta" „acht“; aṅga „Glied“) genannt wird. Die acht Glieder sind:
- Yama (Moral, Ethik): Ahimsa „Gewaltlosigkeit“; Satya „Wahrhaftigkeit“; Asteya „Nicht-Stehlen“; Brahmacarya „Keuschheit“; Aparigraha „Nicht-Ergreifen“ (Zügelung der Begierde).
- Niyama (Selbstdisziplin): Sauca „Reinheit“; Santosha „Zufriedenheit“; Tapas „Hitze, Anstrengung, Disziplin“; Svadhyaya „Selbststudium“ (Selbsterforschung, Studium der Schriften); Ishvarapranidhana „Hingabe an den Herrn“.
- Asana (Yogastellungen, körperliche Disziplin)
- Pranayama (Kontrolle des Atems)
- Pratyahara (Rückziehen und Beherrschung der Sinne)
- Dharana (Konzentration)
- Dhyana (Meditation)
- Samadhi (Versenkung, All-Einheit, Verwirklichung des höheren Selbst)

Alle acht Glieder des Yoga bilden eine Einheit. Manchmal werden sie als Stufen einer Entwicklung interpretiert, eigentlich beziehen sie sich jedoch auf verschiedene Aspekte der spirituellen Disziplin, so dass sie nicht nacheinander zu praktizieren sind, sondern vielmehr einen ganzheitlichen Übungsweg darstellen, bei dem die verschiedenen Disziplinen zusammen wirksam werden. Als letztendliches Ziel des Yogaweges wird Samadhi genannt, die völlige Ruhe des Geistes.

### Kapitelstruktur der Sutren

#### I. Samadhi
Im zweiten Vers gibt Patañjali die Definition bzw. das Ziel des Yoga an:

„योग: चित्त-वृत्ति निरोध – yogaś citta-vṛtti-nirodhaḥ – „Yoga ist jener innere Zustand, in dem die seelisch-geistigen Vorgänge zur Ruhe kommen.““

Danach erfolgt eine Beschreibung des menschlichen Geistes (citta) mit Methoden, diesen mittels Meditation und Konzentration zu beruhigen. Der Nennung der neun Hindernisse (antaraya), wie Krankheit oder Faulheit, folgt eine Beschreibung der verschiedenen Arten von Samadhi.

#### II: Sadhana
Im zweiten Kapitel werden die Ursachen des Leidens (klesha) genannt  und deren Wirkungsweise beschrieben. Danach kommt die Unterrichtung der fünf ersten Schritte des achtfachen Yogaweges, nämlich Yama, Niyama, Asana, Pranayama und Pratyahara, mit deren Hilfe die Ursachen des Leidens angegangen werden können.

#### III. Vibhuti
Hier werden die anderen drei Glieder des achtfachen Yogas behandelt: Dharana, Dhyana und Samadhi. Zudem wird ausführlich die Erlangung verschiedener übernatürlicher Fähigkeiten (siddhi) durch Konzentration beschrieben.

#### IV. Kaivalya
Das letzte Kapitel ist weniger strukturiert und beschäftigt sich zum Teil mit bereits behandelten Themen, aber schließlich auch mit der Befreiung des Selbstes durch den Yoga.

## Kommentare
Das Yogasutra wurde im Verlauf der Jahrhunderte immer wieder neu kommentiert und übersetzt. Der erste Kommentar stammt von Vyasa, der im 5. Jh. n. Chr. gewirkt hatte. Dieser Kommentar wurde von Shankara (788–820), einem der größten indischen Philosophen, in einem umfangreichen Werk nochmals kommentiert. Andere wichtige Kommentare sind Tattvavaisharadi von Vachaspati Mishra (9./10. Jh.), Rajamartanda von König Bhoja (um 1040) und Yogavarttika von Vijnanabhikshu (zweite Hälfte des 16. Jh.). Bis zum 18. Jh. wurden nicht weniger als fünfzehn verschiedene Kommentare zum Yogasutra verfasst. Diese Zahl erhöht sich bis heute fortlaufend.
Zu einer abweichenden Einschätzung bezüglich des ersten, ursprünglichen Kommentars gelangte der Indologe Philipp Maas von der Universität Leipzig in neueren textkritischen Studien. Nach seinen Erkenntnissen war Patanjali selbst der Autor jenes Textes, der allgemein Vyasa zugeschrieben wird. Die beiden Orientalisten und Yoga-Historiker J. Mallinson und M. Singleton bewerten seine Argumente in ihrem Titel Roots of Yoga als „überzeugend“. Die Abfassung des zugrundeliegenden Yogasutra-Textes datiert Maas zwischen 325 und 425 n. Chr. In einem Interview erläuterte er, dass auch andere Autoren im alten Indien den Kommentar zum eigenen Text verfassten, und nennt als Beispiel den Abhidharmakosha und das Abhidharmakosha-Bhashya des buddhistischen Autors Vasubandhu. Eine solche identische Autorenschaft sei nichts Ungewöhnliches.

## Übersetzungen
Das Yogasutra wurde um das Jahr 1000 vom muslimischen Universalgelehrten al-Bīrūnī ins Arabische übersetzt, dem Kitab Batanjali. Eine erste englische Übertragung, die jedoch nur das 1. Kapitel umfasste, erschien in Indien im Jahr 1852. Vollständige englische Übertragungen erschienen erst einige Jahrzehnte später seitens der Theosophischen Gesellschaft (Tukaram Tatya, 1885, und M.N. Dvivedi, 1890). Ansonsten blieb das Yogasutra bis in die Neuzeit außerhalb Indiens unbeachtet. Mit dem Aufkommen des Interesses an Yoga in Europa und Nordamerika wurde das Yogasutra jedoch vielfach in westliche Sprachen übersetzt. Auf Deutsch gibt es mittlerweile mehrere Übersetzungen, die sich zum Teil stark voneinander unterscheiden. Auch die dazugehörigen Kommentare gehen je nach Ansicht des Autors weit auseinander. Sigmund Feuerabendt übersetzte 1989 mittels vergleichender Sprachwissenschaft die Urtexte des Yoga Sutra direkt ins Deutsche. Es handelt sich hierbei im Gegensatz zu den meisten anderen Übersetzungen um eine ursprachliche Übersetzung.